# Venetian Snares
Venetian Snares spesso abbreviato in Vsnares, pseudonimo di Aaron Funk (Winnipeg, 11 gennaio 1975), è un compositore e musicista canadese.

## Stile
Il suo stile è molto vario e arriva ad abbracciare sonorità diverse tra loro per origini ed influenze, spaziando dalla drum and bass all'hardcore ed altri stili dell'elettronica, seppur abbia definito il genere breakcore.
Apprezzati dalla critica, i suoi lavori sono spesso caratterizzati da tempi dispari (7/4 o 11/4) e sonorità elaborate o, al contrario, da suoni ruvidi e aggressivi.
Attivo nel campo della sperimentazione musicale, arriva a fondere generi molto distanti tra loro: ne è un esempio l'album Rossz csillag alatt született ("Nato sotto una cattiva stella" in lingua ungherese) dove beat frenetici e compositi incontrano rapsodie ungheresi.
I titoli degli album e delle canzoni sono spesso provocatori, basti pensare a Winnipeg is a frozen shithole o a The Chocolate Wheelchair Album.
Le copertine dei suoi album sono spesso disegnate dall'artista britannico Trevor Brown, i cui disegni sono caratterizzati dal connubio di immagini violente e sesso.

## Discografia
Album in studio
- 2000 - printf("shiver in eternal darkness/n");
- 2001 - Making Orange Things
- 2001 - Songs About My Cats
- 2001 - Doll Doll Doll
- 2002 - 2370894
- 2003 - Winter in the Belly of a Snake
- 2003 - Find Candace
- 2003 - The Chocolate Wheelchair Album
- 2004 - Huge Chrome Cylinder Box Unfolding
- 2005 - Winnipeg Is a Frozen Shithole
- 2005 - Rossz csillag alatt született
- 2005 - Meathole
- 2006 - Cavalcade of Glee and Dadaist Happy Hardcore Pom Poms
- 2006 - Hospitality
- 2007 - My downfall (Original Soundtrack)
- 2008 - Detrimentalist
- 2009 - Filth
- 2010 - My So-Called Life
- 2014 - My Love Is a Bulldozer
- 2015 - Thank You for Your Considerations
- 2016 - Traditional Synthesizer Music
- 2018 - She Began to Cry Tears of Blood Which Became Little Brick Houses When They Hit the Ground
- 2018 - Venetian Snares x Daniel Lanois
- 2019 - Greg Hates Car Culture

Raccolte
- 2002 - Higgins Ultra Low Track Glue Funk Hits 1972-2006

EP
- 1999 - Greg Hates Car Culture
- 2000 - Salt
- 2000 - 7 Sevens.med EP
- 2001 - White Label
- 2001 - Defluxion / Boarded Up Swan Entrance
- 2001 - Shitfuckers!!!
- 2001 - The Connected Series 2|The Connected Series #2 (collaborazione con Cex)
- 2002 - A Giant Alien Force More Violent & Sick Than Anything You Can Imagine
- 2003 - Badminton
- 2003 - Einstein-Rosen Bridge
- 2003 - Nymphomatriarch
- 2004 - Moonglow / This Bitter Earth
- 2004 - Horse and Goat
- 2004 - Infolepsy EP
- 2007 - Pink + Green
- 2007 - Sabbath Dubs